# دراسة الألفيه الفوج
دراسة الالفيه لمجموعة الفوج 

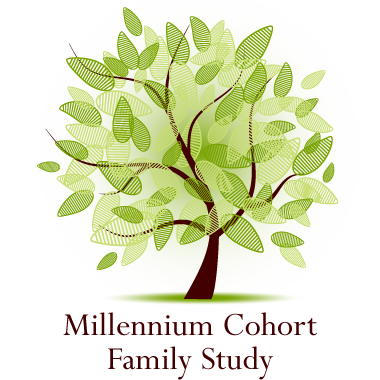

هو مشروع برعاية وزارة الدفاع الأمريكي، يهدف لدراسة وتقييم الاثار القصيره وطويله الاجل للتجربة العسكريه على الجنود وعائلاتهم، اجريت هذه الدراسة في مركز ابحاث الصحة البحريه في سان دييغو/ كاليفورنيا .تتكون من فرق بحث من الضباط بالزي الرسمي بالاضافه إلى محققين من وزاره الدفاع  و المؤسسات الاكاديمية.

## الهدف
الغرض من هذه الدراسة هو الفهم الكامل للتجربة العسكريه وتأثيرها على صحه ورخاء افراد الخدمة واسرهم، تساعد دراسه الاسره على توفير الفرصة لمعرفه تأثير العلاقة على الصحة الجسديه والنفسيه لافراد الخدمة وازواجهم و اطفالهم، كما ان الفهم الكامل للتحديات التي تواجهها الاسر العسكريه يوفر تداخلات فعاله وآليات دعم حقيقي.
تقوم الدراسة الاترابيه باتباع مجموعة متميزة من الافراد على مدى فتره زمنيه طويله في البحوث الوبائيه، هذه الدراسة تمتلك القدرة على وصف النتائج الصحيه طويله المدى للجيش، حيث ان الحقائق الصحيه الهامة الواضحه الآن لم تكن معروفه بأنها صحيحه وقد تم معرفتها من الدراسة الاترابيه، مثال بسيط: نحن نعلم ان التدخين يسبب سرطان الرئة وان ارتفاع ضغط الدم يسبب الامراض القلبيه، ولكن قبل اقل من 50 عاما لم تكن هذه العلاقات واضحه.

## الخلفيه
تم نشر أكثر من 5 ملايين من الأفراد العسكريين الأمريكيين لدعم العمليات في العراق وأفغانستان، مع نشر ما يقرب من 800000 فرد عدة مرات وأكثر من 3 ملايين طفل وزوج تأثروا بشكل مباشر بنشر أحد أفراد الخدمة.مع ان العلاقات الأسرية تلعب دورًا مهمًا في أداء ورفاهية أعضاء الخدمة العسكرية الأمريكية، الا ان القليل من الدراسات درست تأثير الانتشار والتعرض المهني على أفراد الأسرة.

## تصميم الدراسة
دراسة الأسرة هي دراسة مصممة لمتابعة أزواج أفراد الخدمة من جميع فروع الجيش، بما في ذلك الحرس الوطني والاحتياطي، لمدة 21 عامًا. تمت دعوة أزواج أعضاء الخدمة المشاركين في دراسة الفوج الألفية لاستكمال استبيان أساسي بين عامي 2011 و 2013 وسيتم إعادة مسحهم كل ثلاث سنوات. نظرًا لأن العلاقات الأسرية والعلاقات الأسرية تتغير بمرور الوقت، يُطلب من الزوجين إكمال استبيانات المتابعة كل ثلاث سنوات، حتى إذا لم يعد الزوج في الخدمة أو تغير حالتهما الاجتماعية. يسأل الاستبيان المشاركين عن صحتهم العقلية والبدنية، ونوعية علاقاتهم الزوجية والعائلية، ونشرهم وخبراتهم في الشمل، وتصورهم لكيفية تعامل أزواجهم، وتأثيرات الحياة العسكرية والانتشار على أطفالهم. المشاركة في دراسة الأسرة طوعية تمامًا.